# Frattura (frangimento)
Per frattura (ted. Brechung) si intende un particolare fenomeno fonetico per cui una vocale breve tonica si "frange", o per meglio dire, si amplia in due elementi vocalici, in determinate condizioni dipendenti dal contesto fonetico.
Si tratta di un fenomeno fonetico di particolare rilevanza nelle lingue germaniche storiche, specialmente in norreno e inglese antico.